# بخش‌های دپارتمان اندر
بخش‌های دپارتمان اندر (انگلیسی: Arrondissements of the Indre department) شامل ۴ بخش به شرح زیر است:
1. بخش لو بلان با ۵۶ کمون (فرانسه) و جمعیت ۳۲ هزار نفر در سال ۲۰۱۳ می‌باشد.
2. بخش شتورو با ۸۰ کمون (فرانسه) و جمعیت ۱۲۷ هزار نفر در سال ۲۰۱۳ می‌باشد.
3. بخش لشتر با ۵۸ کمون (فرانسه) و جمعیت ۳۳ هزار نفر در سال ۲۰۱۳ می‌باشد.
4. بخش ایسوودون با ۴۹ کمون (فرانسه) و جمعیت ۳۵ هزار نفر در سال ۲۰۱۳ می‌باشد.